# Imre Erdődy
Imre Erdődy (* 26. März 1889 in Budapest; † 11. Januar 1973 ebenda) war ein ungarischer Turner.

## Erfolge
Imre Erdődy nahm 1912 an den Olympischen Spielen in Stockholm teil und gehörte bei diesen zur ungarischen Turnriege im Mannschaftsmehrkampf. Dabei traten insgesamt fünf Mannschaften an, die aus 16 bis 40 Turnern bestehen und während des einstündigen Wettkampfs gleichzeitig antreten mussten. Bewertet wurde neben der Ausführung der Übungen an den Geräten auch das Verlassen und der Wechsel der Geräte sowie der Einmarsch zu Beginn. Am Ende wurden anhand eines Durchschnittswert der einzelnen Nationen die Abschlussplatzierungen ermittelt. Neben den Ungarn traten auch Turnriegen aus Italien, Großbritannien, dem Deutschen Reich und Luxemburg an. Mit 53,15 Punkten setzten sich die Italiener gegen ihre Konkurrenten durch. Die Ungarn erzielten indes 45,45 Punkte und belegten damit vor den drittplatzierten Briten mit 36,90 Punkten den zweiten Platz.
Erdődy gewann somit zusammen mit József Berkes, Samu Fóti, Imre Gellért, Győző Halmos, Ottó Hellmich, István Herczeg, József Keresztessy, Lajos Aradi, János Krizmanich, Elemér Pászti, Árpád Pédery, Jenő Réti, Ferenc Szűts, Ödön Téry und Géza Tuli die Silbermedaille.
1928 nahm er auch an den Olympischen Spielen 1928 in Amsterdam teil. Er beendete den Mehrwettkampf im Einzel ebenso nicht wie den Wettkampf am Pauschenpferd. An den Ringen belegte er den 88. Platz, während er mit der Mannschaft Platz zehn belegte.
Mit seinem Budapester Verein BBTE gewann Erdődy 1911 sowie von 1924 bis 1926 die ungarischen Meisterschaften im Mannschaftsturnen. Darüber hinaus wurde er 1924 ungarischer Meister im Einzelmehrkampf und am Pauschenpferd. Erdődy arbeitete als Sportlehrer. 1973 starb er bei einem Autounfall.
Sein Schwager Mihály Antos war ebenfalls ein olympischer Turner, der Ungarn bei den Olympischen Spielen 1908 in London vertrat.